# De bevende Baobab
De bevende Baobab is het achtentachtigste stripverhaal uit de reeks van Suske en Wiske. Het is geschreven door Paul Geerts en gepubliceerd in TV Ekspres van 31 maart 1973 tot en met 20 april 1974. 
De eerste albumuitgave in de Vierkleurenreeks was in oktober 1974, met nummer 152.

## Locaties
- Bosambik - een eiland voor de Afrikaanse kust.

## Personages
- Suske, Wiske, tante Sidonia, Lambik, Jerom, professor Barabas, Sleffer (de leeuw), Kolake (pygmee), Arthur

## Uitvindingen
- De gyronef

## Het verhaal
Tante Sidonia gaat met Suske en Wiske op bezoek bij Lambik en Jerom, maar ze worden meteen het huis weer uitgewerkt. Professor Barabas belt tante Sidonia en vraagt of zij weet wat Lambik en Jerom gaan doen, want ze willen de gyronef die avond gebruiken. In een café worden Jerom en Lambik afgeluisterd als ze vertellen dat ze naar Bosambik – een eiland voor de Afrikaanse kust - willen vliegen. Als Suske en Wiske ‘s nachts langsgaan zien ze twee mannen aan de gyronef prutsen, en in de garage zit een leeuw met pantoffels aan. Ze worden ontvoerd, maar tante Sidonia komt op tijd om dat tegen te houden. Suske en Wiske verstoppen zich daarna in een kist en vliegen zo mee met de gyronef.
Er blijkt een tijdbom aan boord te zijn, maar die wordt net op tijd naar buiten gegooid. Ze bereiken het onbewoonde eiland waar Lambik Tarzan, en Jerom Cheeta willen spelen nu ze een oude leeuw hebben gehuurd van het circus. De leeuw Sleffer is al oud en draagt een bril en pantoffels. Er worden twee boomhutten gemaakt, maar dan zien Suske en Wiske een pygmeemeisje en gaan met haar naar het dorp. Het eiland is dus niet onbewoond. Ze worden verjaagd door de pygmeeën, maar gaan later met Lambik en Jerom terug. Pas als de hoofdman Sleffer ziet – die als voorouder van de pygmeeën wordt aangezien - mogen de vrienden blijven.
Suske ziet hoe pygmeeën voor blanke mensen in het meer duiken, en goud naar boven halen. Kolake vertelt dat het goud elke tiende maan aan de Bevende Baobab wordt geofferd. Jerom en Lambik gaan 's nachts naar de boom en zien hoe een zak naar binnen wordt gebracht. Lambik ontdekt dat zijn broer, Arthur, in de zak zit, maar wordt zelf ook gevangengenomen. Jerom wordt verdoofd met een pijltje. Sleffer weet de criminelen te verjagen en bevrijdt Lambik en Arthur. Arthur wil Suske en Wiske waarschuwen, maar in de boomhutten vindt hij alleen een briefje waarop staat dat ze naar de bergen zijn gevlucht.
De pygmeeën willen alleen helpen als Sleffer toestemming geeft, en dat gebeurt dan ook. Lambik, Arthur en Jerom zien hoe het goud voor de Baobab wordt gelegd en willen de boom aanvallen, maar zien dan dat Suske en Wiske binnen zijn. Ze zijn door de boeven gepakt en moesten het briefje achterlaten in de boomhut. Arthur bevrijdt hen, maar wordt zelf neergeschoten als hij vliegt. Jerom gooit een slaapgasgranaat in de Baobab en verslaat zo de schurken. Als dank voor het verslaan van de boeven krijgen de vrienden al het goud van de pygmeeën en Lambik gooit het meteen in de gyronef. Hij vliegt weg en gooit het goud weer in het meer, zodat het geen kwaad kan doen en de vrienden gaan naar huis. Arthur blijft op het eiland tot zijn arm is hersteld, en Sleffer blijft bij een leeuwin wonen.